# استان بومرداس
| استان بومرداس     | استان بومرداس      |
| ----------------- | ------------------ |
|                   |                    |
| DZ-35 (2019).svg  |                    |
| کشور              | الجزایر            |
| مساحت             | ۱,۵۹۱ کیلومتر مربع |
| جمعیت             |                    |
| جمعیت             | ۷۹۵,۰۱۹            |
| تراکم جمعیت       | ۴۹۹.۷/کیلومتر مربع |
| شمارگان           |                    |
| شمارهٔ استان       | ۳۵                 |
| پیش‌شمارهٔ تلفنی    | ۰۲۴                |
| تعداد فرمانداری‌ها | ۹                  |
| تعداد شهرستان‌ها   | ۳۲                 |
| کد پستی           |                    |

استان بومرداس استانی در شمال الجزایر میان الجزیره و تیزی وزو است.
مرکز آن شهر بومرداس می‌باشد.
جمعیت آن بر پایه سرشماری سال ۲۰۰۸ بالغ بر ۷۹۵٬۰۱۹ نفر می‌باشد.